# Amnesiac
A 2001-es Amnesiac a Radiohead ötödik nagylemeze. A Billboard 200-on a 2. helyig jutott, míg a brit albumlistát vezette is. Szerepel az 1001 lemez, amit hallanod kell, mielőtt meghalsz című könyvben.

## Az album dalai
|     | Cím                                     | Szerző(k) | Hossz |
| --- | --------------------------------------- | --------- | ----- |
| 1.  | Packt Like Sardines in a Crushd Tin Box | Radiohead | 4:00  |
| 2.  | Pyramid Song                            | Radiohead | 4:49  |
| 3.  | Pulk/Pull Revolving Doors               | Radiohead | 4:07  |
| 4.  | You and Whose Army?                     | Radiohead | 3:11  |
| 5.  | I Might Be Wrong                        | Radiohead | 4:54  |
| 6.  | Knives Out                              | Radiohead | 4:15  |
| 7.  | Morning Bell/Amnesiac                   | Radiohead | 3:14  |
| 8.  | Dollars and Cents                       | Radiohead | 4:52  |
| 9.  | Hunting Bears                           | Radiohead | 2:01  |
| 10. | Like Spinning Plates                    | Radiohead | 3:57  |
| 11. | Life in a Glasshouse                    | Radiohead | 4:34  |